# زندگی با لیون (فیلم)
زندگی با لیون (انگلیسی: Life with the Lyons) یک فیلم است که در سال ۱۹۵۴ منتشر شد. از بازیگران آن می‌توان به ببه دنیلز اشاره کرد.